# 원자 모형
원자 모형(原子模型, 영어: atomic model)은 원자를 쉽게 이해하기 위해 눈으로 볼 수 없는 원자를 개략적으로 나타낸 것이다.

## 변천사
| 돌턴 모형                      | 톰슨 모형                                 | 러더퍼드 모형                                                                       | 보어 모형                                                                              | 현대 원자 모형                                     |
| ------------------------------ | ----------------------------------------- | ----------------------------------------------------------------------------------- | -------------------------------------------------------------------------------------- | -------------------------------------------------- |
|                                |                                           |                                                                                     |                                                                                        |                                                    |
| 원자는 더 이상 쪼개지지 않는다 | 원자 내부에 전자들이 건포도처럼 박혀 있다 | 양성자로 된 핵이 있고 여기에 대부분의 질량이 분포한다. 이 주위를 전자들이 돌고 있다 | 전자는 양자조건을 만족시키는 특정 궤도에 존재. 이 상태에서는 에너지 방출 없이 안정하다 | 전자 궤도가 없고 전자가 발견될 확률만을 알 수 있다 |

## 돌턴 모형

### 모델의 특징
원자는 더 이상 쪼갤 수 없는 단단한 모양의 강체 구와 같은 형태로 되어있다.

### 모델의 성립 계기
질량 보존의 법칙에서 볼 때 물질은 근본적으로 부술 수 없고 기본적인 원소의 결합에 따라 화합물이 된다고 생각하였다.

### 역사적 맥락
19세기 초반, 존 돌턴은 모든 화학원소는 변하지 않고 파괴할 수 없는 한 종류의 원소들로 구성되고 그것들이 결합하여 더 복잡한 구조를 이룬다(화합물)는 원자 이론을 발전시켰다. 얼마나 정확하게 돌턴이 그의 이론에 도달했는지는 분명하지 않다. 그러나 그럼에도 불구하고 돌턴은 원자설을 통해 화학분야에서 그와 동시대 과학자들이 이룬 많은 새 발견들을 설명할 수 있게 되었다.
그것들 중 첫 번째는 1787년 앙투안 로랑 라부아지에가 공식화한 질량 보존의 법칙(반응물과 산출물의 질량이 같다는 법칙)이다. 이 법칙에서 돌턴은 물질은 근본적으로 부술 수 없다고 생각했다. 두 번째는 프랑스 화학자 조제프 루이 프루스트가 1799년 증명한 일정 성분비의 법칙이다. 이것은 만약 화합물이 그것의 구성 요소로 분해된다면 그것들의 질량들이 원래 물질의 양이나 출처에 관계없이 언제나 같은 비율이라는 법칙이다. 프루스트는 탄화 구리를 수많은 방법을 통해 합성했고, 각각의 경우에서 그 성분들의 비는 자연에 존재하는 탄화구리를 분해했을 때와 일치했다.
돌턴은 프루스트의 업적을 연구하고 확장하여 배수 비례의 법칙을 발전시켰다. 그것은 만약 두 원소가 하나 이상의 화합물을 만드는 경우에는 첫 번째 원소 일정량과 결합하는 두 번째 원소의 질량 사이에 간단한 정수비가 성립한다는 법칙이다. 돌턴이 한 연구 중에 지금은 {\displaystyle \mathrm {NO} } 와 {\displaystyle \mathrm {O_{2}} }라 부르는 "nitrous air"에 관한 것이 있다. 어떤 조건 하에서 이 기체들은 어떤 비율로 결합하는 알려지지 않은 산출물을 형성했다.(지금은 그것이 {\displaystyle \mathrm {NO_{2}} }임을 안다.) 그러나 다른 조건에서 실험을 반복했을 때, 정확히 두배의 {\displaystyle \mathrm {NO} }가 산소와 반응하여 다른 화합물을 형성했다. (현재는 그것이 {\displaystyle \mathrm {N_{2}O_{3}} }인 것을 안다.)
{\displaystyle {\begin{aligned}\mathrm {2NO+O_{2}} &\to \mathrm {2NO_{2}} \\\mathrm {4NO+O_{2}} &\to \mathrm {2N_{2}O_{3}} \end{aligned}}}
또한 돌턴은 왜 물이 기체마다 다른 비율로 흡수하는지도 설명할 수 있다고 생각했다. 예를 들어, 돌턴은 물이 질소기체보다도 이산화탄소를 더 많이 흡수하는 것을 발견했다. 이를 보고 돌턴은 기체 입자의 질량과 복잡도의 차이에 의한 것이라고 가정했다. 실제로 {\displaystyle \mathrm {CO_{2}} }는 {\displaystyle \mathrm {N_{2}} }보다 더 크고 무겁다.
1803년에 돌턴은 몇 개의 물질에 대한 상대적 원자량 목록을 구두로 발표하였다. 이것은 1805년에 논문으로 출간되었으나, 그는 이 숫자들을 어떻게 얻었는지는 이야기하지 않았다. 그 방법은 1807년에 그의 지인인 토마스 톰슨(Thomas Thomson)에 의하여 “A System of Chemistry” 라는 책을 통해 알려졌다. 마지막으로 1808년과 1810년에 돌턴은 모든 설명을 “A New System of Chemical Philosophy” 라는 책으로 출판했다.
돌턴은 수소를 기본 단위로 삼아 물질이 수소와 결합되는 질량비율에 따라 원자량을 정하였다. 그러나 돌턴은 어떤 원소는 분자로 존재한다는 것을 생각하지 못하였다.(예를 들어 순수한 산소는 {\displaystyle \mathrm {O_{2}} }라는 분자상태로 존재한다.) 그는 또한 모든 두 원소 간의 가장 간단한 화합물은 언제나 각각 원소 하나씩의 결합이라고 잘못 생각했다. (그래서 그는 물은 {\displaystyle \mathrm {H_{2}O} }가 아니라 {\displaystyle \mathrm {HO} }라고 생각했다.) 이것과 장비의 열악함이 겹쳐서 그의 원자량 표는 매우 문제가 있었다. 예를 들어 그는 산소 원자가 수소 원자보다 5.5배 무겁다고 생각했다. 왜냐하면 물의 경우 그는 1g 의 수소마다 5.5g 의 산소가 있는 것을 관찰했고 물의 화학식이 {\displaystyle \mathrm {HO} }라고 생각했기 때문이다. (실제로는 산소 원자는 수소 원자보다 16배 무겁다.)
돌턴 이론의 문제점은 1811년에 아마데오 아보가드로에 의해 고쳐졌다. 아보가드로는 같은 부피의 어떤 기체이든지 같은 온도와 같은 압력 아래에서는 같은 수의 분자를 가진다고 제안했다. (다시 말하면, 기체 입자의 질량은 그것의 부피에 영향을 미치지 않는다.) 아보가드로의 법칙을 통해 그는 수많은 기체들이 2원자 분자로 존재하는 것을 알게 되었다. 예를 들어, 2리터의 수소는 오직 1리터의 산소와 반응하여 2리터의 수증기를 만들어낸다. (일정한 압력과 온도에서) 그것은 하나의 산소 분자가 두개의 물 분자를 형성하기 위해서 둘로 나뉜다는 것을 뜻한다. 그리하여 아보가드로는 보다 정확하게 산소와 다른 원소의 원자량을 계산할 수 있었고, 원자와 분자의 구별을 명확히 하였다.
1827년에 영국 식물학자 로버트 브라운은 물에 떨어져 부유하는 입자가 명백한 이유 없이 가볍게 흔들리는 것을 관찰하였다. 1905년에 알베르트 아인슈타인은 이것을 보고 브라운 운동은 물 분자가 끊임없이 입자에 부딪히기 때문이라는 이론을 세웠다. 그리고 그것을 설명하는 수학적 모델을 만들었다. 이 모델은 프랑스 물리학자 장 페랭(Jean Perrin)에 의해 실험적으로 옳다는 것이 증명되었다. 이것이 또한 입자설을 증명한다.

## 톰슨 모형

### 모델의 특징
원자 안에 전자가 박혀 있는 형태. 원자는 전기적으로 중성이므로 같은 양의 양전하가 있어야 한다. 교과서 및 많은 글에서 건포도처럼 박혀 있다는 식의 표현이 나와서 전자가 움직임 없이 정지되어 있는 듯한 인상을 주나 실제로는 전자가 그 상태에서 움직일 수 있는 모델이다.

### 모델의 성립
전자가 발견되면서 더 이상 나눌 수 없다는 원자에 대한 관념이 깨지고 원자를 구성하는 요소를 설명하는 방편으로 제안되었다.

### 역사적 맥락
원자들은 쪼갤 수 없는 가장 작은 단위라고 생각되었지만, 1897년에 조지프 존 톰슨이 음극선을 연구하며 전자를 발견하면서 더 이상 그렇지 않다는 것을 알게 되었다. 크룩스 관은 두 전극이 진공에 의해 분리되어 있는 봉인된 유리 용기이다. 양쪽 전극에 전압이 걸리면 음극선이 발생하여 튜브 반대편의 유리 부분에 도달해서 빛나는 곳을 만든다. 실험을 통해, 톰슨은 그 광선이 전기장을 걸어줌으로서 휘게 할 수 있다는 것을 알았다. (자기장을 통해서도 가능하다. ) 톰슨은 이 광선들이 파동이기보다는 음으로 대전된 입자로 구성되어 있다고 결론지었다. 그는 이 입자를 "미립자(corpuscles)"라고 불렀고 이것은 나중에 다른 과학자에 의하여 전자로 명명되었다.(p. 273)
톰슨은 전자들이 전극의 원자들에게서 온 것이라고 생각했다. 그래서 그는 원자를 더 쪼갤 수 있고 전자들이 원자를 구성하는 요소라고 생각했다. 원자는 전기적으로 중성이기 때문에 그는 양전하 바다 또는 구름을 전자들이 떠다닌다고 생각했다. 이것이 건포도 푸딩 모델이다.
원자들이 실제로 나뉠 수 있다는 것이 알려진 이후 물리학자들은 나눌 수 없는 입자를 묘사하기 위하여 ‘기본 입자’라는 말을 사용하게 되었다.

## 러더퍼드 모형

### 모델의 특징
질량의 대부분이 뭉쳐 있는 핵이 존재한다. 여기에 양전하가 분포하고 있으며 원자 내부의 대부분의 공간은 비어 있다. 전자는 핵 주변을 돌고 있다.

### 모델의 성립
알파 입자 산란 실험을 통해 원자의 조성이 균일하지 않으며 중심에 질량이 뭉쳐 있는 부분이 있는 것을 알게 되었다.

### 역사적 맥락
톰슨의 건포도 푸딩 모델은 1909년에 그의 제자 중 하나인 어니스트 러더퍼드에 의하여 부정되었다. 러더퍼드는 대부분의 질량과 양전하가 매우 작은 부피 안에(그는 그것이 원자의 중심이라고 추측했다.) 집중되어 있다는 것을 발견했다.
금박 실험에서, 러더퍼드의 동료였던 한스 가이거와 어니스트 마즈든(Ernest Marsden)은 알파 입자를 얇은 금박을 통하여 쏘아 형광 스크린에 맞게 했다. 전자 입자의 질량은 매우 작은 반면, 알파 입자의 운동량은 매우 크고 건포도 푸딩 모델에서 양전하는 넓게 퍼져 분포하므로 그 실험 결과 모든 알파 입자들이 휘거나 흡수되는 일 없이 직진할 것을 생각되었다. 놀랍게도, 그중 일부의 입자는 매우 강하게 휘었다. 이 결과를 보고 러더퍼드는 원자의 태양계 모델을 생각하게 되었다. 이것은 이후 행성이 태양 주위를 도는 것과 같이 전자가 핵 주위를 돈다는 보어의 모형에게까지 이어졌다.

## 보어 모형

### 모델의 특징
전자는 불연속적인 특정 궤도만을 가지며 이때 전자는 에너지 방출 없이 안정하다. 다른 궤도로 이행할 때 에너지가 방출되거나 흡수된다.

### 모델의 성립
종래의 모델이 수소 원자의 불연속 스펙트럼을 설명할 수 없었고 고전 전자기 이론과도 맞지 않았다. 따라서 이 현상을 해결하기 위한 ‘가정’ 으로서 제시되었다.

### 역사적 맥락
방사성 붕괴의 산물을 실험하면서 1913년 방사선화학자 프레더릭 소디는 각각의 주기율표에 하나 이상의 원소들이 나타나는 것을 관찰하였다. 이런 원소들에 대한 적절한 이름으로 마거렛 토드(Margaret Todd)는 동위원소라는 새 낱말을 만들어냈다.
같은 해에, 조지프 존 톰슨은 양쪽 끝에 필름을 놓고 네온 이온을 자기장과 전기장에 흘려보내는 실험을 했다. 그는 양쪽에 빛나는 곳을 관찰했고 그것은 두개의 다른 궤도를 의미했다. 톰슨은 이것이 일부의 네온 이온이 다른 질량을 갖기 때문이라고 결론지었다. 이런 다른 질량의 성질은 나중에 1932년에 중성자가 발견되면서 해명되었다.
1918년에 어니스트 러더퍼드는 질소기체에 알파 입자를 충돌시키고 수소 원자 핵이 기체에서 나오는 것을 관찰하였다. 러더퍼드는 수소 핵은 질소 원자의 핵에서 나온 것이라고 결론지었다. (사실상, 그는 원자를 쪼개었다.) 그는 나중에 어떤 원자의 양전하든지 수소 핵의 개수와 동등하다는 것을 알았다. 수소 원소가 가장 가벼운 원소라는 사실과 다른 모든 원소의 원자량이 대략 수소의 원자량의 몇 배라는 사실에서 그는 수소 핵은 한 개의 입자이며 모든 원자 핵의 기본적인 구성 요소라고 결론지었다. (이것이 양성자이다.) 이후에 러더퍼드는 실험을 통해 대부분의 원자들의 핵 질량이 그것이 가진 양성자의 질량을 넘는다는 것을 알게 되었다. 정말 재미있는 사실이지 않는가?
그는 이런 잉여 질량은 지금까지 알려지지 않은 중성적인 입자에 의한 것이라고 추론하였고 시험적으로 ‘중성자’ 라고 불렀다.
1928년에 발터 보테는 베릴륨에 알파 입자를 부딪히면 매우 투과성이 강하고 전기적으로 중성인 방사선이 나오는 것을 관찰하였다. 나중에 이 방사선은 파라핀 왁스에서 수소 원자를 추출할 수 있는 것이 발견되었다. 처음에는 이 현상이 감마선이 금속에서 전자를 뽑아내는 것과 유사하여 이것이 높은 에너지를 가진 감마 방사선이라고 생각했다. 그러나 제임스 채드윅은 그 효과가 전자기 복사에 의한 것이라기에는 너무 강하다는 것을 알아냈다. 1932년에 그는 수소, 질소와 같은 많은 원소들을 미지의 “베릴륨 방사선”에 노출시켰다. 그리고 돌아오는 대전된 입자들의 에너지를 측정함으로써 그는 그 방사선이 전기적으로 중성이고 양성자와 같은 질량을 가진 입자들로 구성되어 있다고 추론하였다. 이렇게 중성자를 발견한 업적으로 채드윅은 1935년에 노벨 물리학상을 받았다.

## 현대 원자 모형

### 모형의 특징
고전적인 형태의 원형 궤도가 아닌, 전자를 발견할 확률에 대한 파동함수로 원자 오비탈을 정의한다.

### 모형의 성립
양자역학의 발전에 따라 성립되었다. 입자가 아닌 파동함수로서 스펙트럼 현상을 더욱 완벽하게 설명할 수 있다.

### 역사적 맥락
원자의 태양계 모형(보어 모형/러더퍼드-보어 모형)은 몇 가지 단점이 있었다. 첫째로, 고전 전자기학의 라모 공식에 따르면 가속하는 전자는 전자기파를 방출한다. 그러므로 궤도를 도는 전자는 점차 에너지를 잃고 핵을 향해 나선 궤도로 돌진하게 된다. 그리고 이렇게 되는 데에 얼마 걸리지 않는다. 또 모델이 설명하지 못하는 다른 현상은 원자가 불연속 스펙트럼의 빛만 방사하는 것이었다. 양자 이론은 20세기 초부터 막스 플랑크와 알베르트 아인슈타인이 빛의 에너지는 불연속적인 양으로 흡수되거나 방사된다는 것을 가정한 이후 물리학을 혁명적으로 바꾸었다. 1913년에 닐스 보어는 이런 아이디어를 보어 모형에 도입하였다. 이에 따라, 전자는 오직 정해진 각운동량과 에너지를 갖는 특정한 준위의 궤도만 돌 수 있고, 그들이 핵으로부터 떨어진 거리는 (즉, 반지름) 그들의 상대적 에너지와 비례한다. 이 모형에서는 전자가 핵을 향해 나선으로 돌진하지 않는다. 왜냐하면 가정에 의해 전자는 돌면서 에너지를 잃지 않고 에너지 준위를 오르내릴 때에만 에너지의 출입이 일어나기 때문이다. 이 경우 에너지의 변화에 비례하는 진동수를 갖는 빛이 방출되거나 흡수된다. (그러므로 빛의 흡수와 방출이 불연속 스펙트럼을 이룬다.)
보어 모형은 오직 수소의 스펙트럼 선만을 예측할 수 있었다. 다전자 원자에서는 통용되지 않았다. 더욱 문제인 것은 스펙트럼그래픽 기술이 발전함에 따라 보어 모델이 설명할 수 없는 추가적인 수소 스펙트럼 선이 발견된 것이다. 1916년에 아르놀트 조머펠트는 추가적인 스펙트럼 선을 설명하기 위해 타원 궤도를 도입했다. 그러나 이 모델은 사용하기 매우 어려웠고 여전히 더 복잡한 원자를 설명할 수 없었다.
1923년에 루이 드브로이는 모든 움직이는 입자(특히 전자와 같은 아원자 입자)는 파동과 같은 성질을 띤다는 것을 제안했다. 에르빈 슈뢰딩거는 이 아이디어에 매료되어 움직이는 전자의 성질을 파동으로 설명해보려 시도했다. 1926년에 발표된 슈뢰딩거 방정식은 전자를 점 입자가 아니라 파동함수로 기술한다. 그리고 그것은 보어 모델이 설명하지 못했던 많은 스펙트럼 현상을 훌륭하게 설명하였다. 비록 이 개념은 수학적으로 편리하지만 가시화하기 어려웠고 반대에 부딪혔다. 그 비판자 중의 한 사람인 막스 보른은 슈뢰딩거 방정식을 전자를 기술하는 것이 아니라 전자의 가능한 상태로 가정하여 핵 주위 주어진 위치 주변에서 전자를 찾을 확률을 계산하는 데 이용하였다.
파동함수가 시간을 위치만큼이나 통합시키기 때문에 한번에 주어진 지점에서 위치와 운동량을 동시에 아는 것이 불가능하다. 이것은 불확정성 원리로 알려져 있다. 이것은 보어 모형의 명확한 전자 궤도를 부정한다.
현대 원자 모델은 전자의 위치를 그것의 위치 가능성으로 기술한다. 전자는 핵에서 떨어진 어떤 위치에서도 발견될 수 있다 그렇지만 그것의 에너지 준위 때문에 핵 주변의 특정 영역에 존재할 확률이 더 높다. 이 패턴이 그것의 원자 궤도와 관련이 있다.

## 같이 보기
- 원자
- 원자론